# فلويد إتش. كرين
فلويد إتش. كرين هو سياسي أمريكي، ولد في 3 يونيو 1929 في مقاطعة لودردل في الولايات المتحدة. انتخب عضو مجلس نواب تينيسي ‏.